# Hell Gate
A Hell Gate egy szoros az East Riveren, New Yorkban. A Queens-i Astoriát választja el a Randall’s és a Ward’s szigettől (a két sziget már csak névben különálló, a kettőt egy szeméttelep köti össze).
Először 1917-ben hidalták át a New York-i összekötő vasúti híddal, (ma Hell Gate híd a neve), ami Bronx-ot, és Queenst köti össze. A híd közvetlen vasúti összeköttetést jelent Új-Anglia és New York város között. 1936-ban megépítették a Triborough hidat, amellyel lehetővé vált a személygépjármű-forgalom Manhattan, Bronx és Queens között (innen van a híd neve).
A "Hell Gate" név a Holland "Hellegat" szó átvételéből és torzulásából származik, ami egyaránt jelentheti „a pokol kapujá”-t, vagy „világos átjáró”-t, kaput (ezt eleve az egész East Riverre használták). A szorost először Adriaen Block holland felfedező írta le jegyzeteiben, aki az első európai volt, aki áthajózott a szoroson (1614-ben, az Onrust fedélzetén). 
A Hellegat igen népszerű elnevezése volt a vízi utak elnevezésének, főleg a délebbi államokban (legalább 20 különböző példa van erre). A legtöbb ilyen elnevezés eredete a terület kereszténység előtti őslakosoktól átvett kifejezésének köszönhető, akik az ilyen helyeket a túlvilág kapujának tartották. A nevek megmaradása elsősorban a mélységes hitnek, másodsorban a Lutheránus cenzúra elkerülésére tett kísérletek eredményének köszönhető. A név később a hajósok között is elterjedt, mert az ilyen helyeken való hajózást nehéznek és veszélyesnek tartották, a sok szikla és uszadék miatt (a Long Island Soundtól, a Harlem folyóig, valamint a New York-i öböl felső részében, és a kisebb csatornákban amelyekből sokat napjainkra már feltöltöttek).
A 19. század végén több száz hajó süllyedt el a szorosban, ezért az amerikai hadsereg 1876. szeptember 24-én több mint 25 000 kg robbanóanyaggal megkezdte a szoros megtisztítását a szikláktól és az uszadéktól. Ezt később több robbantássorozat követte. Az atomkor előtti legnagyobb tervezett és ellenőrzött robbantást ezen mentesítési munkálatok alatt vitték véghez.
Bár a Hell Gate-en való hajózást tényleg nehezítik az erős áramlatok, rossz hírneve inkább mendemonda, mint valóság. Az árapályciklus egyes pontjain a különböző áramlatok olyannyira kioltják egymást, hogy a csatorna szinte állóvízzé nyugszik. A gyakorlottabb kajakosok, és kenusok még a ciklus csúcspontján is minden különösebb probléma nélkül át tudnak jutni a szoroson. Napjainkban a szoroson így átkelőkre a legnagyobb veszélyt már nem a sziklák, és az erős áramlatok jelentik, hanem a nagy hajóforgalom.